# Упша (село)
Упша (мар. Упшо) — село в Оршанском районе Республики Марий Эл. Входит в состав Марковского сельского поселения.
Численность населения — 380 чел. (2010 год).

## География
Село расположено на берегах реки Упша.

## Этимология
Название села отгидронимное, происходит от названия протекающей через село реки Упша.

## История
Первым поселенцем был мариец Тумет из Вятской губернии. Территорию села пересекала с запада на восток старинная дорога Царевосанчурск — Торъял — Сернур — Уржум.
В 1746 году в Упше открыли деревянную церковь, в 1823 году — построено кирпичное здание церкви. С 1941 по 1992 годы богослужение не велось.
В 1892 году открыли одноклассную церковноприходскую школу. В 1979 году было построено двухэтажное здание восьмилетней школы.
Во время Великой Отечественной войны на фронт были призваны 57 человек, из них 43 погибли или пропали без вести.
В 1961 году в состав села Упша вошли деревни Мари-Упша, Верхнее Касанаково, Нижнее Касанаково, образовавшие Коммунистическую улицу, улицу Ленина и Первомайскую улицу.
До 1 января 2015 года село входило в состав и являлось административным центром упразднённого Упшинского сельского поселения.

## Транспорт
В селе есть автостанция. Автобусное сообщение есть с Оршанкой (12 км) и Йошкар-Олой (45 км). В 6 км от села находится железнодорожная станция, расположенная на линии Зелёный Дол-Яранск ГЖД.

## Население
| 2010 |
| ---- |
| 380  |